# يوكيكو إيواي
يوكيكو إيواي (باليابانية: 岩居由希子) هي ممثلة يابانية، ولدت في 13 يناير 1972 بتشيبا في اليابان.

## أعمال

### أفلام
- (1997) العد التنازلي لناطحة السحاب
- (1998) الهدف الرابع عشر
- (2001) عد تنازلي إلى الجنة
- (2002) خيال شارع بيكر
- (2003) تقاطع طرق في العاصمة القديمة
- (2004) ساحر السماء الفضية
- (2005) إستراتيجية ما فوق الأعماق
- (2006) لحن وداع المتحرين
- (2007) علم القراصنة في عرض المحيط
- (2008) لحن كامل من الرعب
- (2009) المطارد الأسود
- (2011) 15 دقيقة من الصمت[3]
- (2013) عين خفية في البحر البعيد[4]
- (2013) الفيلم
- (2019) القبضة اللازوردية

## وصلات خارجية
- يوكيكو إيواي على موقع IMDb (الإنجليزية)
- يوكيكو إيواي على موقع قاعدة بيانات الفيلم (الإنجليزية)
- يوكيكو إيواي على موقع ANN person (الإنجليزية)